# Eberhard von Obernitz
Eberhard Arnd Kurt Veit Apel von Obernitz (* 13. November 1854 in Halberstadt; † 9. September 1920 in Behren-Lübchin) war ein preußischer Offizier, zuletzt Generalmajor.

## Leben

### Herkunft
Eberhard entstammte dem thüringisch-osterländischen Adelsgeschlecht derer von Obernitz. Er war der Sohn des preußischen Generalmajors a. D. Albert von Obernitz (1804–1879) und dessen Ehefrau Anna Mathilde Klara, geborene von Ploetz (* 13. Juni 1829 in Sangerhausen; † 3. August 1882 in Ilten).

### Militärlaufbahn
Als Dreijährig-Freiwilliger trat Obernitz am 28. September 1874 als Abiturient in das 5. Thüringische Infanterie-Regiment Nr. 94 (Großherzog von Sachsen). Zum Unteroffizier wurde er am 19. Februar befördert und zum Portepee-Fähnrich am 15. Mai 1875 ernannt. Bei der Erteilung des Reifezeugnisses zum Offizier am 5. Januar 1876 wurde ihm eine Allerhöchste Belobung zuteil. Zum Sekondeleutnant ist er am 12. Februar 1876 befördert worden. Vom 2. Juni bis zum 27. Juli 1878 wurde er zum Hessischen Pionier-Bataillon Nr. 11 nach Mainz-Kastel kommandiert. Bataillonsadjutant war er vom 1. Oktober 1878 bis zum 31. Juli 1881, bevor er vom 1. Oktober 1881 bis zum 19. Juli 1884 die Kriegsakademie absolvierte. Während dieses Zeitraums wurde er vom 1. Juli bis zum 30. September 1882 zum 2. Großherzoglich Hessischen Dragoner-Regiment (Leib-Dragoner-Regiment) Nr. 24 nach Darmstadt abkommandiert.
Zum 12. Juni 1883 wurde Obernitz, mit Patent vom 12. Juni 1875, in das 2. Hanseatische Infanterie-Regiment Nr. 76 versetzt. Er wurde vom 23. Juni bis 30. September 1883 zum Holsteinischen Feldartillerie-Regiment Nr. 24 nach Schwerin kommandiert. Zum Premierleutnant wurde er am 14. Juli 1885 befördert. Als solcher war er ab dem 1. April 1887 Adjutant beim Bezirkskommando Hamburg und ab dem 6. April 1888 beim Regiment. Zum Adjutant bei der 11. Infanterie-Brigade in Brandenburg wurde er unter Stellung à la suite seines Regiments 16. April 1889. Unter der Beförderung zum Hauptmann wurde er am 15. Mai 1890 wieder in das Regiment einrangiert. Zeitgleich wurde er zum Chef der 7. Kompanie ernannt. Er nahm an der Generalstabsreise des IX. Armee-Korps vom 7. bis 22. Juli 1891 teil, besucht vom 25. Mai bis zum 5. Juli 1893 die Infanterie-Schießschule in Spandau und wurde zum 16. November 1899 unter Stellung à la suite des Regiments auf sechs Monate zur Dienstleistung beim Bekleidungsamt des XV. Armee-Korps nach Straßburg kommandiert. Am 22. Mai 1900 folgte seine Versetzung hierher. Den Charakter als Major erhielt er am 14. September 1900 und wurde am 2. Mai 1901 unter der Verleihung eines Patents zum Stabsoffizier beim Bekleidungsamt des VII. Armee-Korps in Münster ernannt.
Im weiteren Verlauf seiner Militärkarriere war Obernitz zunächst als Oberstleutnant und ab 16. November 1910 als Oberst Vorstand des Bekleidungsamtes des Gardekorps. Am 2. Januar 1914 würdigte ihn Wilhelm II. mit der Verleihung des Kronenordens II. Klasse, bis er schließlich unter Verleihung des Charakters als Generalmajor am 22. März 1914 mit der gesetzlichen Pension verabschiedet wurde.
Obernitz war Rechtsritter des Johanniterordens sowie Inhaber des Roten Adlerordens III. Klasse mit der Schleife und Ritter I. Klasse des Philipps-Ordens.
Während des Ersten Weltkriegs wurde Obernitz wiederverwendet und beim Bekleidungsamt des Gardekorps eingesetzt. Außerdem stand er zur Verfügung des Kriegsministeriums.

### Familie
Obernitz hatte sich am 26. August 1888 in Viecheln mit Katharina Elisabeth, geborene Blohm (* 13. Oktober 1868 in Viecheln) verheiratet. Aus der Ehe gingen mehrere Kinder hervor.

## Verweise